# Asuncion (Davao del Norte)
Asuncion (Bayan ng Asuncion) är en kommun i Filippinerna. Kommunen ligger på ön Mindanao, och tillhör provinsen Davao del Norte. Folkmängden uppgår till 60 383 invånare.

## Barangayer
Asuncion är indelat i 20 barangayer.
| - Binancian - Buan - Buclad - Cabaywa - Camansa - Camoning - Canatan - Concepcion - Doña Andrea - Magatos | - Napungas - New Bantayan - New Santiago - Pamacaun - Cambanogoy (Pob.) - Sagayen - San Vicente - Santa Filomena - Sonlon - New Loon |